# Megalagrion blackburni
Megalagrion blackburni (лат.) — вид стрекоз из семейства Coenagrionidae, эндемик Гавайских островов, описанный английским энтомологом Робертом Маклахланом в 1883 году. Филогенетически близкими видами являются Megalagrion heterogamias и Megalagrion oceanicum.

## Описание
Самый крупный представитель рода. Голова и грудь чёрного цвета. Нижняя губа жёлтая. Заглазничные пятна на затылке округлые, красные или желтоватые. Длина груднго отдела около 6,25 мм. Задний край переднеспинки округлый. На боках груди на красном или жёлтом фоне две косые чёрные полосы. Низ груди чёрный.  Крылья прозрачные, у самок слегка затемнённые. Задние крылья у самцов (32 мм) короче, чем у самок (36 мм). Жилки чёрные. Крыловой глазок длиной в две ячейки. Между четырёхугольником и узелком располагаются восемь или девять ячеек. Ноги красные с чёрными шипами. Последние членики лапок и коготки чёрные. Брюшко ярко-красное с чёрными пятнами и кольцами, его длина от 42 (самки) до 47 мм (самцы).

## Распространение
Встречается на островах Мауи, Ланаи, Молокаи и Гавайи.

## Экология
Личинки развиваются в горных водотоках. Предполагают, что самцы являются территориальными животными, они занимают и охраняют свою индивидуальную территорию.